# Dunita

Diagrama de classificació de les roques ultramàfiques plutòniques segons el percentatge de minerals. Classificació de la Unió Internacional de ciències geològiques. L'àrea de color verd representa el camp de la dunita

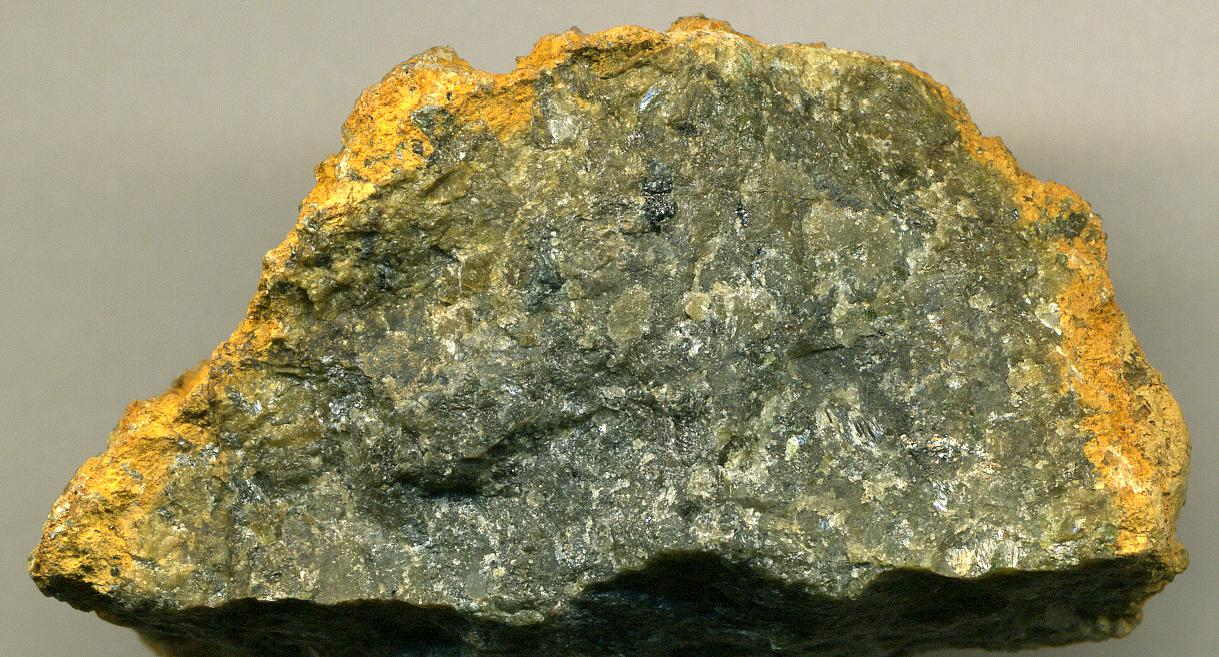
Dunita procedent de Dun Mountain, Nova Zelanda (mida d'aquesta mostra de roca: 4,9 cm.) Edat 275-285 M.A. (Permià)

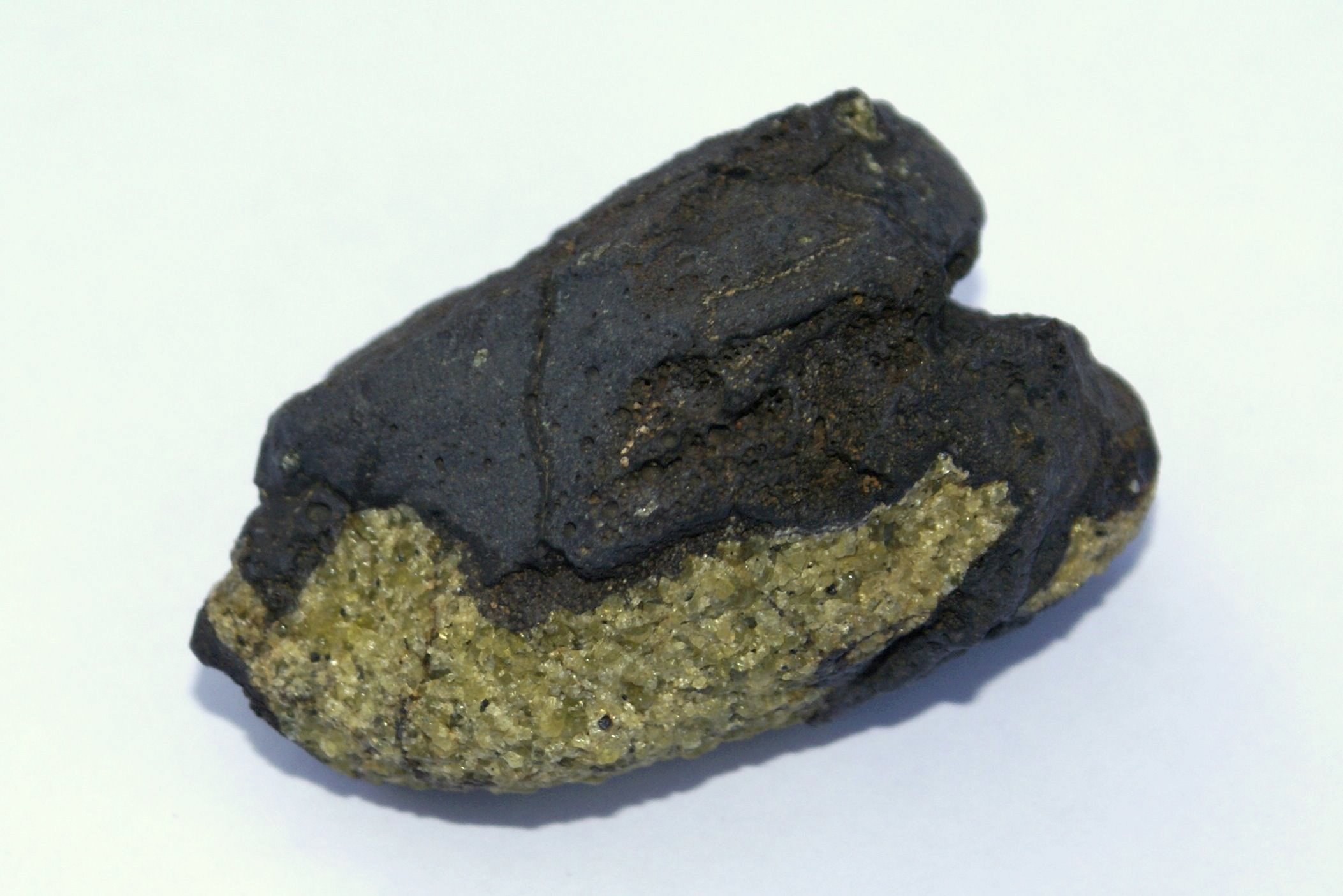
Bomba volcànica basanítica amb xenòlits de dunita

La dunita és una roca ígnia, ultramàfica, de mida de gra grollera o textura fanerítica. La composició mineral és de més del 90% en olivina, amb petites quantitats d'altres minerals com piroxè, cromita, magnetita i pirop. La dunita és el membre ric en olivina del grup de la peridotita. La dunita, junt amb altres peridotites es consideren com els principals constituents del mantell terrestre. La dunita no sol aparèixer juntament amb roques continentals i si apareix ho fa principalment en seqüències ofiolítiques.

## Formació
Les roques ultramàfiques s'originen a gran profunditat en el mantell, on es consoliden i cristal·litzen els magmes d'aquesta capa terrestre. Els geòlegs consideren que el mantell terrestre està compost bàsicament per aquest tipus de roques del grup de les peridotites. És present en superfície en els massissos de tipus tectònic i en forma de xenòlits procedents del mantell.

## Denominació
La dunita va ser anomenada pel geòleg austríac Ferdinand von Hochstetter el 1859, observant la Muntanya de Dun (Parc Nacional de les Serralades Richmond), a prop de Nelson, Nova Zelanda. El color és el característic de la roca ultramàfica subjacent, resultant de la meteorització superficial que produeix l'oxidació del ferro de l'olivina en climes temperats, diferentment del color vermellós que té en llocs de clima tropical.

## Utilitat
La dunita s'usa al sector siderúrgic per a la producció de ferro i acer. És una roca adient com a component dels àrids que s'usen en formigons, per a elaborar mescles bituminoses, fabricar blocs per a les esculleres i balast per a la base de les vies de ferrocarril.
La dunita, amb alt contingut d'olivina, també s'usa en la joieria i en l'ornamentació d'objectes. S'extrau per la seva riquesa en elements com el magnesi i el ferro. Industrialment s'empra en la construcció per l'alt percentatge en olivina i pel seu poder abrasiu.
Estudis recents han identificat la dunita, entre els subproductes d'altres roques, com a materials utilitzables per a la reducció del CO2. Serien els materials residuals de l’extracció de diamants, níquel i ilmenita i els relacionats en l’explotació de pedreres de dunita i marbre. Aquests materials provoquen reaccions que converteixen el CO2 en compostos estables i segurs.